# Капцевич, Пётр Михайлович
Пётр Миха́йлович Капце́вич (1772 — 3 (15) июля 1840) — русский генерал от артиллерии.

## Биография
Происходил из малороссийских дворян, сын заседателя уездного суда коллежского асессора Михаила Семеновича, помещика Переяславского уезда. Образование получил в Артиллерийском и инженерном шляхетском кадетском корпусе.

Был дежурным генералом при военном министре графе Аракчееве. В 1812 году командовал 7-й пехотной дивизией, отличился в боях под Смоленском и Бородино. В 1813 году командовал 10-м пехотным корпусом. В сражении под Лейпцигом Капцевич, несмотря на сильную контузию, одним из первых ворвался в город. Был награждён 6 октября 1813 года орденом Св. Георгия 2-го кл. 
За отличие в сражении при Лейпциге.
В 1819 году назначен командиром Отдельного Сибирского корпуса и наказным атаманом Сибирского казачьего войска, а в 1822 году — генерал-губернатором Западной Сибири, где улучшил быт ссыльных, определил порядок службы сибирского казачьего войска.
С 29 сентября 1828 года командовал Отдельным корпусом внутренней стражи. За 12 лет руководства корпусом Капцевичу удалось значительно поднять качественный уровень личного состава внутренней стражи в основном за счёт молодых рекрутов, которых зачисляли в гарнизонные батальоны.
По отзыву барона М. Корфа, «Капцевич был ограниченный, до крайности скучный, навязчивый, нестерпимый и педантический болтун. Между многими странностями он отличался и той, что смертельно любил говорить по-французски. Имея прекрасное состояние, он проболел всю прошлую зиму и весной 1840 года уехал за границу, император пожаловал ему в путевой пособие 50 тысяч рублей, который он имел бесстыдство не только принять, но и просить».
Умер 3 (15) июля 1840 года и был похоронен в селе Никольское Сакмарского района Оренбургской области, рядом с церковью.